# روناک یاسین
روناک یاسین (۱۲۹۹ – ۱۳۸۱)، شخصیتی دروغین بود که توسط عرفان قانعی‌فرد ایجاد شد. وی مدعی است که روناک یاسین استاد، پژوهشگر و اسطوره‌شناسی کُرد بود که در دانشگاه دوبلین تدریس می‌کرد. قانعی‌فرد بدون اشاره به تخیلی بودن او کتابی از این شخصیت ترجمه کرده که در آن نام روناک یاسین به عنوان نویسنده و نام قانعی‌فرد به عنوان مترجم آمده‌است. همچنین قانعی‌فرد برای او بزرگداشتی در تهران برگزار کرده است.

## جعل شخصیت
عرفان قانعی‌فرد در یادداشتی در روزنامهٔ شرق به تاریخ ۸ شهریور ۱۳۸۵ از شخصیت زن دانشمند کردی به نام روناک یاسین سخن گفت که به گفتهٔ او مراسم بزرگداشتش در روز ۱۹ مرداد ۱۳۸۵ در دانشکدهٔ ادبیات دانشگاه دوبلین در ایرلند برگزار شد و شخصیتی شاخص در زبان‌شناسی، اسطوره‌شناسی و جامعه‌شناسی بود.
قانعی‌فرد همچنین در کتاب «آهنگ وفا: گفتمان تاریخی، فرهنگی کُردها» که در سال ۱۳۸۵ به چاپ رسانده، نام روناک یاسین را در بخشی تحت عنوان «روناک یاسین: آفریندهٔ سیمایی نو از ملت کُرد» در کناز شخصیت‌های حقیقی تاریخی کُرد همچون محمد قاضی، ابراهیم یونسی، علی‌اشرف درویشیان، هژار و مظهر خالقی ذیل «چهره‌های فرهنگی» قرار می‌دهد و همان زندگی‌نامه را به شکلی مفصل‌تر برای او تکرار می‌کند. قانعی‌فرد که این زندگی‌نامه را در اواخر فروردین ۱۳۸۱ در روزنامهٔ حیات نو هم به چاپ رسانده، در اینجا ادعا می‌کند روناک یاسین را از نزدیک دیده و خود را اولین نفری می‌نامد که «به گونه‌ای جسورانه روناک یاسین را به جامعهٔ کتابخوان ایران و کُردها» می‌شناساند. وی در آن کتاب همچنین مقاله‌ای به نام «نوعی از دیکتاتوری و تظاهر به فاشیسم» را که ادعا می‌کند ترجمهٔ مقاله‌ای منتشرنشده از یاسین است، به زندگی‌نامهٔ مزبور پیوست می‌کند. عرفان قانعی‌فرد در مجموع سه کتاب و یک مقاله از این نویسنده به زبان فارسی ترجمه کرده‌است.

چندی بعد مشخص شد که شخصیتی به نام روناک یاسین وجود خارجی نداشته و سه کتاب «خاطرات یک رعیت کرد» (چاپ ۱۳۷۹)، «مافیای قدرت و دفن دموکراسی در کردستان» و «ریزان دختر برف» و مقالهٔ «نوعی از دیکتاتوری و تظاهر به فاشیسم» نوشتهٔ خود او بوده‌است. قانعی‌فرد این کتاب‌ها را به عنوان ترجمه از نوشته‌های روناک یاسین چاپ کرده و در این کتاب‌ها نام روناک یاسین به عنوان نویسنده و نام عرفان قانعی‌فرد به عنوان مترجم درج شده‌بود. پس از گذشت ۱۰ سال از تاریخ چاپ این کتاب، در سال ۱۳۸۹ حسین حسینی استاد دانشگاه سلیمانیه در مطلبی نتیجهٔ تلاش خود برای شناختن شخصیت روناک یاسین را که قانعی‌فرد از او به عنوان استاد دانشگاه هاروارد یاد کرده‌بود، اعلام کرد و به این نتیجه رسید که چنین شخصیتی وجود ندارد. پس از مشخص شدن جعلی بودن شخصیت روناک یاسین و اینکه دو کتابی که قانعی‌فرد از وی ترجمه کرده در واقع نوشتهٔ خود اوست، وی در مصاحبه با اردوان روزبه گزارشگر رادیو کوچه به دفاع از خود پرداخت و در رابطه با شخصیت روناک یاسین گفت:
این موضوع مانند این است که شخصی دنبال پلنگ صورتی بگردد تا ببیند در کجا متولد شده و در کجا مُرده‌است یا آگاتا کریستی یا پسر شجاع را پیدا کنیم.
قانعی‌فرد همچنین در ادامه انتساب کتاب نوشته‌شده توسط او به نویسنده‌ای غیرواقعی به نام روناک یاسین را با استفادهٔ ابراهیم یونسی از نام مستعار «آزاد سیروان» مقایسه می‌کند و می‌گوید:
مرحوم ابراهیم یونسی در ۱۳۵۷ کتابی را منتشر کرد به اسم «آزاد روناک» که بعدها متوجه شدند منظور او دو فرزندش است و اسم خود را نیاورده است.
اشارهٔ قانعی‌فرد به نام مستعار یونسی است که «آزاد سیروان» بوده که وی آن را به اشتباه «آزاد روناک» ذکر می‌کند و درواقع یونسی فرزندی به نام روناک نیز نداشته‌است. اگرچه ابراهیم یونسی از این نام مستعار در دههٔ ۱۳۶۰ و پس از استعفا از منصب استانداری کردستان برای انتشار ۵ کتاب «ت‍ام ج‍ون‍ز» (۱۳۶۱)، «ج‍ود گ‍م‍ن‍ام‌» (۱۳۶۲)، «ت‍س دورب‍روی‍ل‌» (۱۳۶۲)، «ب‍دور از م‍ردم ش‍وری‍ده‌» (۱۳۶۵) و «ب‍ازگ‍ش‍ت ب‍وم‍ی‌» (۱۳۶۹) استفاده کرده‌است، اما وی هیچ‌وقت از این نام به جای نام نویسندهٔ اصلی آثار استفاده نکرده و صرفاً آن را به عنوان نام مستعار مترجم به کار گرفته و علاوه بر آن نسخهٔ اصل آثاری که ترجمه کرده به زبان انگلیسی موجود است و این استفاده به هیچ عنوان قابل مقایسه با کار قانعی‌فرد نیست.

## زندگی‌نامهٔ جعلی
نام روناک یاسین در سایت‌ها و وبلاگ‌ها با عنوان «مشاهیر مریوان» و «دانشمندان کُرد» تکرار شد و حتی عبدالجبار محمدالجباری در کتاب «زنان نامدار کُرد» به نام او اشاره کرد و او را «روناک یاسین مریوانی» نامید. با این حال تمام مطالبی که دربارهٔ او نقل شده‌است از همان یادداشت قانعی‌فرد در روزنامهٔ شرق سرچشمه می‌گرفت. به ادعای قانعی‌فرد، روناک یاسین۳۰ ژوئیه ۱۹۲۰ در یکی از روستاهای اطراف مریوان به دنیا آمده و در بامداد روز شنبه ۱۳ آوریل سال ۲۰۰۲ به علت سکتهٔ مغزی در سن ۸۲ سالگی در بیمارستان جان هاپکینز واشینگتن درگذشته‌است.
قانعی‌فرد ادعا کرد که یاسین در فاصلهٔ سال‌های ۱۳۴۴ تا ۱۳۴۶ به تحقیق در زمینهٔ اسطوره‌شناسی در مصر، سوریه و چین مشغول بوده‌است و در سال ۱۳۴۹ وارد دانشگاه الازهر مصر شده‌است. سپس در سال ۱۹۵۳ کرسی دانشگاه اوپسالای سوئد را به دست آورده و پس از مدتی تحصیل در دانشگاه مسکو و تحقیقاتی در زمینه اسطوره‌شناسی در فاصلهٔ سال‌های ۱۹۶۵ تا ۱۹۶۷ انجام داده، در نهایت در دانشگاه هاروارد آمریکا به تدریس اسطوره‌شناسی پرداخته‌است.
ادعای دیگر قانعی‌فرد این بود که شخصیت مزبور در سال ۱۳۴۸ به همراه ساموئل بکت جلسات نقد ادبی درام‌های تمثیلی را برگزار کرده و در سال ۱۳۵۱ (۱۹۷۲) کاندیدای جایزهٔ ادبی پولیتزر شده‌است.
قانعی‌فرد دست آخر مدعی شد که یاسین ۱۱۰ مقالهٔ ادبی و تحلیلی در تحقیق اسطوره‌شناسی، مجموعه نقد ادبی، بررسی اسطوره‌ها از مصر تا چین نوشته که سه کتاب «خاطرات یک رعیت کُرد»، مجموعه مقالات «مافیای قدرت و دفن دموکراسی» و «ری‍زان دخ‍ت‍ر ب‍رف‌» و مقاله‌ای به نام «نوعی از دیکتاتوری و تظاهر به فاشیسم» از میان آثار او توسط قانعی‌فرد ترجمه شده‌است.

## دو کتاب دیگر
علاوه بر «خ‍اطرات ی‍ک رع‍ی‍ت کُرد»، دو کتاب دیگر نیز از روناک یاسین توسط قانعی‌فرد ترجمه شده که در فهرست‌نویسی پیش از انتشار کتابخانهٔ ملی ایران به ثبت رسیده، اما انتشار نیافته‌است. این دو کتاب «م‍اف‍ی‍ای ق‍درت و دف‍ن دم‍وک‍راس‍ی‌» و «ری‍زان دخ‍ت‍ر ب‍رف‌» نامگذاری شده‌اند.

## بخشی از کتابشناسی
- ی‍اس‍ی‍ن، رون‍اک، خ‍اطرات ی‍ک رع‍ی‍ت کُرد، ت‍رج‍مهٔ ع‍رف‍ان ق‍ان‍ع‍ی ف‍رد، س‍ن‍ن‍دج: دس‍ت‍ان: ۱۳۷۹.
- ی‍اس‍ی‍ن، رون‍اک، نوعی از دیکتاتوری و تظاهر به فاشیسم، ترج‍مهٔ ع‍رف‍ان ق‍ان‍ع‍ی ف‍رد، در آهنگ وفا: گفتمان تاریخی، فرهنگی کُردها، ناشر: مؤلف، ۱۳۸۵؛ صص ۳۳۱–۳۴۰.